# 佐伯喜一
佐伯 喜一（さえき きいち、1913年10月10日 - 1998年1月14日）は、日本の国際政治評論家。 元野村総合研究所社長、元防衛庁防衛研修所所長。

## 来歴
台湾・台北市生まれ。広島県出身。1936年東京帝国大学法学部卒業。満鉄調査部に入り、エコノミストのキャリアを積む。戦後経済安定本部に入り、日本経済の復興計画作りを行なった。1953年保安庁（のち防衛庁）に移り、1961年防衛研修所所長。1965年野村総合研究所副社長となり、1971年社長、1979年会長を経て、1983年相談役、1988年顧問。同社を日本の代表的シンクタンクに育て上げた。またワイズメン・グループの大来佐武郎のあとを継いで、1979年ワイズメンに選ばれる。国際情勢研究会会長、国際戦略研究所副会長、アジア調査会理事などを歴任。1983年勲二等旭日重光章。広島出身のため、竹下虎之助広島県知事が広島の県勢活性化のため、東京で活躍する広島出身の経済人に知恵を借りようと組織した「広島県産業懇話会」のメンバーでもあった。

## 年表
- 1913年10月10日 - 台北市生まれ。台北高等学校尋常科・高等科卒
- 1936年3月 - 東京帝国大学法学部法律学科卒
- 1936年4月 - 南満州鉄道株式会社入社
- 1938年3月 - 満州重工業開発株式会社
- 1939年 - 東辺道開発株式会社
- 1939年12月 - 企画院事務嘱託第4部
- 1942年3月 - 企画院調査官第2部
- 1943年3月 - 東辺道開発会社復職
- 1944年4月 - 満州製鉄株式会社新京事務所副所長
- 1945年4月 - 同東辺道支社業務課長
- 1946年11月 - 内地引揚
- 1946年12月 - 商工省総務局事務嘱託需給第2課
- 1947年8月 - 経済安定本部部員・生産局需給課
- 1949年7月 - 同官房経済復興計画室副室長
- 1952年8月 - 経済審議庁計画部計画1課長兼計画2課長
- 1953年3月 - 保安庁保安研修所教官
- 1954年7月 - 防衛研修所所員
- 1957年8月 - 防衛庁参事官・技術開発担当
- 1961年7月 - 防衛庁防衛研修所所長
- 1964年9月 - 退官
- 1964年10月 - 野村証券株式会社嘱託
- 1965年4月 - 野村総合研究所代表取締役副社長兼所長
- 1971年11月 - 同社長兼所長
- 1979年12月～1983年12月 - 同会長
- 1973年6月～1993年1月 - 防衛学会会長
- 1973年10月～1997年3月 - 日米欧委員会日本代表委員
- 1988年6月 - 世界平和研究所副会長
- 1993年6月 - 同常任顧問
- 1998年1月14日 - 死去[2]。

## 著書
- 『日本の安全保障』日本国際問題研究所 1966
- 『日本経済と総合安全保障』経済展望談話会 1981